# Промагистрат
Промагистрат e някой, който действа като и с авторитета и капацитета на магистрат, но без да държи поста на такъв. Това е правна иновация в Римската Република, промагистратството е било изобретено с цел да се осигурят на Рим управляващи от чуждестранните територии, вместо да се налага да се избират повече магистрати всяка година. Промагистратите са били назначавани от senatus consultum, както и всички постановления на Римския сенат, тези назначения не са изцяло легални и могат да бъдат отхвърлени от Римските народни събрания, като заместването на Квинт Цецилий Метел Нумидийски от Гай Марий по време на Югуртинската война.
Промагистратите са обикновено или проквестори (действащи на мястото на квестори), пропретори, действащи на мястото на претори или проконсули, действащи на мястото на консули. Промагистратът е имал равна власт и пълномощия на еквивалентния магистрат, съпътстван е от същия брой ликтори и общо взето има автократична власт над своята провинция, териториална или от друг тип.
Също така трябва да се спомене прокуратора, позиция поначало имаща същността на финансов мениджър на провинция, позиция без магистратска власт преди император Клавдий да им даде такава,  с което им позволява да администрират провинциите.